# La Route du bonheur
Pour plus de détails, voir Fiche technique et Distribution.
La Route du bonheur (Saluti e baci) est un film franco-italien réalisé par Maurice Labro et Giorgio Simonelli et sorti en 1953.

## Synopsis
Dans un village d’Italie, sous le chapiteau itinérant où se déroule une émission radiodiffusée en perte d’audience, l’animateur Carlo Mastelli passe le micro à Marina, la jeune institutrice, qui lui a suggéré l’idée de lancer un appel à tous les auditeurs pour qu’ils envoient des cartes postales de leur pays à Tonino, un jeune élève en grande précarité. Des artistes et célébrités, principalement d’Italie et de France, entendent son appel et vont être nombreux à lui répondre, ce qui va, par la même occasion, doper l’audimat de l’émission et apporter à Carlo encore plus de bonheur qu’il ne l'imaginait... 

## Fiche technique
- Titre original : Saluti e baci
- Titre français : La Route du bonheur
- Réalisation : Maurice Labro, Giorgio Simonelli
- Scénario : Agenore Incrocci, Furio Scarpelli
- Dialogues : Jacques Emmanuel, Edoardo Anton
- Décors : Paul-Louis Boutié, Alberto Boccianti
- Photographie : Roger Dormoy, Carlo Montuori
- Cadrage : Jacques Robin
- Son : Jean Bertrand
- Montage : Robert Isnardon, Nino Baragli
- Musique : Pippo Barzizza, Francis Lopez, Ralph Maria Siegel
- Production : Clément Duhour, Silvio Clementelli
- Directeurs de production : Clément Duhour, Pietro Bigerna
- Sociétés de production[1] : Courts et Longs Métrages (France), Athena Cinematografica (Italie)
- Distributeurs[1] : Cocinor (France), Athena Cinematografica (Italie), René Chateau (vente à l'étranger)
- Pays de production :  France,  Italie
- Langue originale : italien
- Format : noir et blanc — 1.37:1 — 35 mm — son monophonique
- Genre : comédie dramatique, film musical
- Durée : 92 minutes
- Dates de sortie :
  - Italie : 14 août 1953
  - France : 4 septembre 1953
- (fr) Classification et visa CNC : tous publics, visa d'exploitation no 13444 délivré le 6 mai 1953

## Distribution
| - Philippe Lemaire : Carlo Mastelli - Catherine Erard : Marina, l’institutrice - Clément Duhour : le docteur de Blaize - Christian Duvaleix : l’huissier Pellegrino - Arturo Bragaglia : Salvatore, le facteur - Enzo Biliotti : l’inspecteur général - Natale Cirino : le maire - Fara Libassi : la grand-mère de Tonino - Anna Mancini : la fiancée de Teddy Reno - Nino Pepe : un fan de Nilla Pizzi - Jacques Verlier : Mario - Jean-Pierre Cassel : non crédité Et par ordre alphabétique : - Louis Armstrong : lui-même - Ballet de l'Opéra national de Paris - Aimé Barelli : lui-même - Pippo Barzizza : lui-même - Sidney Bechet : lui-même | - André Claveau : lui-même - Lucienne Delyle : elle-même - Gilda : elle-même - Juliette Gréco : elle-même - Georges Guétary : lui-même - Robert Lamoureux : lui-même - Gino Latilla : lui-même - Félix Leclerc : lui-même - Claude Luter : lui-même - Luis Mariano : lui-même - Yves Montand : lui-même - Roberto Murolo : lui-même - Nilla Pizzi : elle-même - Line Renaud : elle-même - Teddy Reno : lui-même - Django Reinhardt : lui-même - Hubert Rostaing : lui-même - Georges Ulmer : lui-même |

## Tournage
- Année de prise de vue : 1952[2].
- Intérieurs : Cinecittà (Rome)[3].

## Commentaire
La Route du bonheur, et peut-être plus significatif avec son titre italien, Saluti e baci (Amitiés et bises), est l’expression d’une belle et généreuse idée qui fera son chemin, pionnière de l’appel médiatisé à l’aide humanitaire, ancêtre des futurs Band Aid et Chanteurs sans frontières des années 1980. Dans ce film, comme une prescience, ce sont les artistes de la chanson qui se mobilisent en masse, un prétexte bien sûr pour que chacun y aille de son petit refrain qui ne sera pas tombé dans l’oreille d’un sourd : si tous les gars du monde se tenaient la main, ce seraient comme des Enfoirés qui formeraient Les Restos du Cœur...